# 히드라 70
히드라 70(영어: Hydra 70)은 미국이 개발한 70mm(2.75인치) 무유도 로켓탄이다. 1940년대 후반 미국 해군이 자유비행 공중 로켓으로 사용하기 위한 70mm MK 4 폴딩핀 공중로켓(영어:  Folding-Fin Aerial Rocket[*])에서 유래했다.

## 같이 보기
- 비궁 - 히드라 70 기반으로 한미가 공동개발한 유도 로켓
- 주니 로켓 - 127mm 5인치 무유도 로켓